# Lyka Károly műveinek listája
Az alábbi részletes lista Lyka Károly (1869–1965) művészettörténész műveinek felsorolását tartalmazza. Lyka már huszonévesen, 1890-től írt kisebb tanulmányokat, később könyveket. Utolsó műve halála előtt 1 évvel, 1964-ben jelent meg (Munkácsy 1844–1900), így munkássága körülbelül 75 évet fog át. Azon kevés szerzők egyike volt, aki 95 éves korában bekövetkezett haláláig aktív maradt, és lehetősége is nyílt műveinek folyamatos kiadására. Könyveit életében és halála után is többször újra kiadták. Emellett számos nagyobb összefoglalóba írt könyvfejezeteket, kisebb részeket.

### Folyóiratcikkek
Lykának már 1890-től jelentek meg folyamatosan művészettel kapcsolatos cikkei különböző lapokban (Fővárosi Lapok, Magyar Hirlap, Élet, Hét, Athenaeum, Budapesti Szemle, Magyar Iparművészet, Műcsarnok, Népművelés, Egyházi Műipar, Huszadik Század, A Kisfaludy Társaság Évlapjai, Magyar Figyelő, Pesti Hírlap, Uj Idők, Modern Művészet, Magyar Lányok, Műterem, Élet és Tudomány, Botanikai Közlemények, Magyar Botanikai Lapok, Politikai Hetiszemle, müncheni Kunst für Alle, berlini Magazin für Literatur, olasz lapok stb.)

### Könyvei
- Kis könyv a művészetről. Singer és Wolfner, Budapest, 1904[4]
- A képírás újabb irányai. A Kisfaludy-Társaság által a Lukács Krisztina-díjjal jutalmazott pályamű. Singer és Wolfner, Budapest, 1906[5]
- Az érem- és plakett-művészet stílusa, Kilián Frigyes utóda Kiadása, Budapest, 1910[6]
- A művészet könyve – A képzőművészetek történeti és technikai fejlődése. A zene fejlődéstörténete, Athenaeum Irodalmi és Nyomdai Részvénytársulat, Budapest, 1909 (A mű A Műveltség Könyvtára című sorozatban jelent meg. A zenéről szóló részt Kacsóh Pongrác írta.)[7]
- Madarász Viktor élete és művei, Pantheon Irodalmi Intézet Részvénytársaság, Budapest, 1922 (Művészeti Pantheon-sorozat)[8][9]
- Magyar művészet 1800–1850. A táblabíróvilág művészete, Uj Idők Irodalmi Intézet R. T. (Singer és Wolfner), Budapest, 1922
- A művészetek története. A legfontosabb emlékek és mesterek ismertetése, Singer és Wolfner Irodalmi Intézet R.-T., Budapest, 1931[10]
- Hatvan esztendő 1873–1933, Hungária Nyomda R. T., Budapest, 1933 (munkatársak: Bárczy István, Kner Imre, Mikszáth Kálmán, Bródy Lajos)[11]
- Képek – szobrok, Singer és Wolfner Irodalmi Intézet R.-T., Budapest, 1935[12]
- Kis Krónikák, Singer és Wolfner Irodalmi Intézet, Budapest, 1938 (Szép könyvek-sorozat)[13][9]
- Magyar mesterek, Singer és Wolfner Irodalmi Intézet Rt., Budapest, 1941 (A magyar irodalom jelesei-sorozat)[14][9]
- Nemzeti romantika, Singer és Wolfner Irodalmi Intézet R.-T., Budapest, 1942[15]
- Közönség és művészet a századvégen 1867–1896, Uj Idők Irodalmi Intézet RT. (Singer és Wolfner) Kiadása, Budapest, 1947[16]
- Magyar művészélet Münchenben 1867–1896, Művelt Nép Könyvkiadó, Budapest, 1951[17]
- Munkácsy Mihály, Művelt Nép Könyvkiadó, Budapest, 1952[18]
- Festészeti életünk a millenniumtól az első világháborúig 1896–1914, Képzőművészeti Alap Kiadóvállalata, Budapest, 1953[19]
- Szobrászatunk a századfordulón 1896–1914, Képzőművészeti Alap Kiadóvállalata, Budapest, 1954[20]
- Festészetünk a két világháború között. Visszaemlékezések 1920–1940, Képzőművészeti Alap Kiadóvállalata, Budapest, 1956[21]
- Michelangelo, Képzőművészeti Alap Kiadóvállalata, Budapest, 1957 (A művészet kiskönyvtára-sorozat)[22]
- Nagy magyar művészek, Gondolat Kiadó, Budapest, 1957 (Élet és Tudomány Kiskönyvtár-sorozat)[23]
- Leonardo da Vinci, Képzőművészeti Alap Kiadóvállalata, Budapest, 1958 (A művészet kiskönyvtára-sorozat)[24]
- Raffaello, Képzőművészeti Alap Kiadóvállalata, Budapest, 1959 (A művészet kiskönyvtára-sorozat)[25]
- Rembrandt, Képzőművészeti Alap Kiadóvállalata, Budapest, 1962 (A művészet kiskönyvtára-sorozat)[26]
- Munkácsy 1844–1900, Képzőművészeti Alap Kiadóvállalata, Budapest, 1964 (A művészet kiskönyvtára-sorozat)[27]
- Vándorlások a művészet körül. Képzőművészeti Alap Kiadó, Budapest, 1970[28]

A Szinnyei József-féle Magyar írók élete és munkái említést tesz egy Téli tárlat című albumról, amelynek szövegét Lyka írta. A mű 1901-ben sajtó alatt volt, megjelenése kérdéses. Ugyancsak ez a forrás utal egy kéziratos Műtörténeti kézikönyvére is ugyanebből az időből.

### Műfordításai
- Mantegazza Pál: A férjhezmenés művészete. Olasz eredetiből fordították Nyitray József és Lyka Károly. Ruzitska Ármin Kiadása, Budapest, 1894[29]
- Copple, François: A bűnös. Fordította Lyka Károly. 2 kötet. Singer és Wolfner Irodalmi Intézet Rt., Budapest, 1897 (Egyetemes Regénytár-sorozat)[30]
- Ohnet György: Páris királya. Fordította Lyka Károly. 3 kötet. Singer és Wolfner Irodalmi Intézet Rt., Budapest, 1898[31]
- D’Annunzio Gábor: A tüz. Egy nagy művésznő szerelmi regénye. Olasz eredetiből fordította Lyka Károly. Szilágyi Béla Kiadása, Budapest, 1900[32]

### Egyéb közreműködései
- Lazár Béla: Tizenhárom magyar festő. Lyka Károly előszavával. Singer és Wolfner, Budapest, 1912[33]
- Rózsa Miklós: A magyar impresszionista festészet. Lyka Károly előszavával, Pallas, Budapest, 1914[34]
- Muther Richárd: A festőművészet története. 1–2. köt. Ford.: Lengyel Géza. Számos képmelléklettel. Függelék: Lyka Károly: Magyar képírás. Révai Testvérek, Budapest, 1920.[35]
- Biró József: Erdély Művészete. Lyka Károly előszavával, Singer és Wolfner Irodalmi Intézet Rt., Budapest, é. n.[36]

Szerkesztette  Majovszky Pállal és Petrovics Elekkel A Magyar Akt-Kiállítás albumát (A "Művészet" Kiadása, Budapest, 1926), Conrad Gyulával A grafika magyar mesterei (Rozsnyai Károly, Budapest, 1928) című albumot.
Munkatársa volt a fentiek mellett:
- Rudolf Emlék-Album (Rögler József Ede papirneműgyár Rt. nyomdája, Budapest, 1897)[1]
- A Budapesti Ujságirók Egyesülete Almanachja 1905. (Korvin Testvérek Nyomdája, Budapest, 1905)[39]
- A Pallas nagy lexikona (Pallas Irodalmi és Nyomdai Rt., Budapest, 1893–1907)[1]
- Kossuth emlékalbum. Kossuth Lajos halála, temetése és mauzoleumának felavatása (Wodianer F. és Fiai, Budapest, 1910)[40]
- Emlékkönyv Alexander Bernát hatvanadik születése napjára (Franklin-Társulat Magyar Irod. Intézet és Könyvnyomda, Budapest, 1910)[41]
- Az iparművészet könyve (Athenaeum Irodalmi és Nyomdai Rt., Budapest, 1902–1912)[42]
- Vérző Magyarország (Pallas Rt., Budapest, 1920)[43]
- Szinyei emlékkönyv (Révai Testvérek R. T., Budapest, 1922)[44][45]
- A Kéve könyve ("Kéve" Művészegyesület Kiadása, Budapest, 1928)[46]
- Emlékkönyv a Székely Nemzeti Múzeum 50 éves jubileumára 1929 (Székely Nemzeti Múzeum Kiadása, Sepsiszentgyörgy, 1929 → reprint kiadás: Castor és Pollux Könyvkiadó, Budapest, 1929)[47]
- A százéves Kisfaludy-Társaság (1836-1936) (Franklin-Társulat, Budapest, 1936)[48]
- A mai világ képe (Királyi Magyar Egyetemi Nyomda, Budapest, 1938)[49]
- Magyar művelődéstörténet (Magyar Történelmi Társulat, Budapest, 1939–1942)[50]
- Ötven év legszebb ifjúsági elbeszélései – A Magyar Lányok albuma 1894–1944 (Új Idők Irodalmi Intézete RT. (Singer és Wolfner) Kiadása, Budapest, 1944)[51]
- Budapest szobrai (Képzőművészeti Alap Kiadóvállalata, Budapest, 1955)[52]

## Egyéb irodalom
- Gulyás Pál: Magyar írók élete és munkái – új sorozat I–XIX. Budapest: Magyar Könyvtárosok és Levéltárosok Egyesülete. 1939–1944.  , 1990–2002, a VII. kötettől (1990–) sajtó alá rendezte: Viczián János
- Emlékkönyv Lyka Károly hetvenötödik születésnapjára. (1944) (1944-ig megjelent műveinek bibliográfiájával).
- Lyka Károly (1869–1965) – művészettörténész
- Névpont.hu